# Signes de la réapparition de Muhammad al-Mahdi
 (juillet 2025).
Le contenu est difficilement compréhensible vu les erreurs de traduction, qui sont peut-être dues à l'utilisation d'un logiciel de traduction automatique.
Les signes de l'apparition de Muhammad al-Mahdi sont la collection d'événements qui se produiront avant le retour de Muhammad al-Mahdi, ultime sauveur de l'humanité et dernier imam des douze imams de l'islam chiite. Les signes sont classés comme incertains ou certains signes.
Certains signes: Selon certaines narrations chiites, il y a cinq certains signes qui se produiront avant l'apparition du douzième imam. Le hadith de Ja'far al-Sadiq mentionne ces signes: "il y a cinq signes pour notre Dhuhur (la réapparition du douzième Imam), l'apparition de Sufyani et Yamani, le grand cri dans le ciel, le meurtre d'une âme pure (Nafs-e-Zakiyyah), et la terre avalant (un groupe de personnes) dans le pays de Bayda (un désert entre La Mecque et Médine).

## Cinq signes certains
Selon certaines narrations chiites, cinq signes certains se produiront avant la réapparition du douzième imam. Le hadith de Ja'far al-Sadiq mentionne ces signes: "il y a cinq signes pour notre Dhuhur (la réapparition du douzième Imam), l'apparition de Sufyani et Yamani, le grand cri dans le ciel, le meurtre d'une âme pure (Nafs-e-Zakiyyah), et la terre avalant (un groupe de personnes) dans le pays de Bayda,.

### Apparition de Sufyani
Selon certaines narrations, Sufyani, l'un des descendants d' Abu Sufyan, se lèvera avant la réapparition de Muhammad al-Mahdi. Il a été dépeint comme un homme extérieurement dévot qui veillera à se souvenir d' Allah à tout moment. Mais en réalité, il sera l'homme le plus méchant du monde. Il soulèvera pendant le Rajab . Après avoir réalisé que Muhammad al-Mahdi est réapparu, il enverra une armée pour le combattre. Certains livres disent que l'armée de Sufyani avant de rejoindre l'armée de Muhammad al-Mahdi s'enfoncera dans la terre dans la Beyda, la zone entre La Mecque et Médine,,. L'apparition de Sufyani est mentionnée dans les récits chiites et sunnites .

### Apparition de Yamani
Dans certaines narrations, l'apparition de Yamani est mentionnée comme l'un des signes certains de la réapparition du douzième imam ,,. Le cinquième imam chiite, Muhammad al-Baqir, a décrit Yamani en détail dans un hadith: "... parmi ces individus (Sufyani, Yamani et Khorasani), le Yamani est le plus proche des conseils, car il appelle les gens à rejoindre le Muhammad al -Mahdi. Lorsqu'il se lève, le commerce d'armes sera interdit à tout musulman. Quand il se lève, rejoignez-le immédiatement, car son drapeau est le drapeau de l'orientation et de la prospérité et aucun musulman ne devrait s'y opposer. Quiconque le fera ira en enfer, car les Yamani appellent au bon chemin." Certaines sources mentionnent que Yamani et Khurasani seront alliés contre Sufyani.

### Grand cri dans le ciel
Le troisième signe certain qui est mentionné dans la narration ci-dessus est le grand cri dans le ciel. Selon la tradition, deux cris retentiront. Dans le premier d'entre eux, Gabriel appellera le nom d' Al-Qa'im et de son père et dira que la vérité est avec Ali et ses chiites. Tout le monde entendra le cri de Gabriel dans sa propre langue. Dans une tradition de Ja'far al-Sadiq qui est racontée par Zurarah ibn A'yan, il est dit qu'après ce cri Satan appellera certainement, ainsi et ainsi et leurs disciples sont victorieux et sa signification est un homme de Banu Umayya. Il ajoute que la personne qui fait le premier cri dit la vérité.

### Meurtre de Nafse Zakeyyah
Une âme pure ou Nafse Zakeyyah est l'un des descendants de Husayn ibn Ali,. Il sera assassiné et est sans aucun péché ni crime. Selon de nombreuses narrations, il est l'envoyé de Muhammad al-Mahdi à La Mecque avant sa réapparition. Lorsqu'il arrivera à La Mecque et dira son message, les habitants de La Mecque le tuent autour de la Kaaba.

### Avalement de terre (armée de Sufyani) au pays de Bayda
Le naufrage de l'armée de Sufyani dans la terre est un certain signe de réapparition de Muhammad al-Mahdi. En plus du hadith susmentionné de Ja'far Sadiq, dans un hadith Ali ibn Abi Talib mentionne que l'armée de Sufyani va couler sur la terre,.

## Signes incertains
Il existe de nombreux signes dans la tradition dont l'occurrence dépend de certaines conditions. Ces signes sont des signes incertains. Certains d'entre eux: 
1. Éclipse solaire au milieu du mois de Ramadan et éclipse lunaire à la fin de ce mois
2. Voir le feu dans le ciel
3. Guerres successives et mort de nombreuses personnes dans le monde
4. Création et développement de la science et du savoir en Qom
5. Augmentation de l'injustice et de la corruption dans le monde
6. L'arrivée de fitna ( tribulations) et la suppression du khushoo '(peur de Dieu, taqwah, révérence, etc.)
7. La venue de 30 Dajjals, chacun d'eux se présumant apôtre de Dieu.
8. Une personne passant par une tombe pourrait dire à une autre: je souhaite que ce soit ma demeure.
9. La perte d'honnêteté et d'autorité entre les mains de ceux qui ne le méritent pas.
10. La perte de connaissances et la prévalence de l'ignorance religieuse.
11. Décès fréquents, soudains et inattendus.
12. Augmentation des tueries inutiles.
13. Accélération du temps.
14. Rejet de  Hadith.
15. La propagation de riba (usure, intérêt), zina (adultère, fornication) et la consommation d'alcool.
16. Acceptation généralisée de la musique.
17. Fierté et compétition dans la décoration des mosquées.
18. Le nombre de femmes augmentera et le nombre d'hommes diminuera au point que cinq femmes seront prises en charge par un seul homme.
19. Abondance de tremblements de terre.
20. Occurrences fréquentes de disgrâce, de distorsion et de diffamation.
21. Quand les gens souhaitent mourir à cause des épreuves et des tribulations sévères dont ils souffrent.
22. Juifs combattant les musulmans.
23. Quand payer la charité devient un fardeau.
24. Les nomades vont concourir dans la construction de très grands immeubles.
25. Les femmes apparaîtront nues bien qu'elles soient habillées.
26. Les gens chercheront des connaissances auprès d'érudits égarés et errants.
27. Les menteurs seront crus, les honnêtes mécréants et les fidèles appelés traîtres.
28. La mort de personnes justes et bien informées.
29. L'émergence de l'indécence (obscénité) et de l'inimitié chez les proches et les voisins.
30. La montée de l'idolâtrie et des polythéistes dans la communauté.
31. L'Euphrate découvrira une montagne d'or.
32. La terre des Arabes redeviendra une terre de rivières et de champs.
33. Les Romains formeront une majorité parmi les gens.
34. Les gens gagneront de plus en plus d'argent par des voies illégales (Haram).
35. Il y aura beaucoup de pluie mais peu de végétation.
36. Les méchants seront expulsés d'Al-Madinah.
37. Les animaux sauvages communiqueront avec les humains et les humains communiqueront avec les objets.
38. La foudre et le tonnerre deviendront plus répandus.
39. Il y aura une salutation spéciale pour les personnes de distinction.
40. Le commerce deviendra si répandu qu'une femme aidera son mari dans les affaires.
41. Aucun homme vraiment honnête ne restera et personne ne fera confiance.
42. Il ne restera que les pires personnes; ils ne connaîtront aucun bien ni n'interdiront aucun mal (c'est-à-dire que personne ne dira qu'il n'y a d'autre dieu qu'Allah).
43. Les nations s’appelleront à détruire l’Islam par tous les moyens.
44. La connaissance islamique sera transmise, mais personne ne la suivra correctement.
45. Des dirigeants musulmans viendront qui ne suivent pas les conseils et la tradition de la  Sunnah. Certains de leurs hommes auront le cœur des démons dans un corps humain.
46. L'avarice deviendra plus répandue et des gens honorables périront.
47. Un homme obéira à sa femme et désobéira à sa mère, et traitera son ami avec bonté tout en évitant son père.
48. Des voix s'élèveront dans les mosquées.
49. Le chef d'un peuple sera le pire d'entre eux.
50. Les gens traiteront un homme avec respect parce qu'ils craignent le mal qu'il pourrait faire.
51. Les musulmans doivent lutter contre une nation qui porte des chaussures en cheveux et avec des visages comme des boucliers martelés, avec un teint rouge et de petits yeux.
52. L'émergence des Sufyani dans la région Syrie.
53. La trêve et la campagne conjointe romano-musulmane contre un ennemi commun, suivie par al-Malhama al-Kubra (Armageddon), une guerre romaine contre musulmane.
54. Les Black Standard proviendront de Khorasan,(voir Hadith des drapeaux noirs), rien ne les retournera jusqu'à ce qu'il soit planté à Jérusalem.
55. Quran sera oublié et personne ne se souviendra de ses versets.
56. Toutes les connaissances islamiques seront perdues dans la mesure où les gens ne diront pas "Lā ilāha illā llāh" (Il n'y a de dieu qu'Allah), mais au lieu de cela, les personnes âgées babilleront sans comprendre, "Dieu, Dieu".
57. Les gens forniqueront dans les rues "comme des ânes".
58. Le premier coup de trompette retentira de  Israfil, tout ce qui est dans le ciel et la terre sera stupéfait et mourra sauf ce que Dieu veut, et le silence enveloppera tout pendant quarante périodes indéterminées.
59. Il y aura désaccord concernant la succession. Alors un homme sortira de Médine. Il se dépêchera à La Mecque, et les habitants de La Mecque sortiront vers lui et l'exhorteront et tenteront de le forcer à accepter le Bai'aa.
60. Mecca sera attaqué et la Kaaba sera détruite.
61. Une brise agréable du sud soufflera, ce qui fera mourir paisiblement tous les croyants.
62. La Lune se divisera en deux, mais les non-croyants insisteront pour que cela ne se produise pas pour de vrai.
63. Il y a deux groupes de  ummah que Dieu libérera du feu: le groupe qui envahit Inde (Ghazwa-e-Hind), et le groupe qui sera avec Isa bin Maryam[15].

## Voir également
- L'Occultation
- Les douze imams
- Les quatorze infaillibles
- Réapparition de Muhammad al-Mahdi
- Malaikas, anges